# Aloe ketabrowniorum
Aloe ketabrowniorum ist eine Pflanzenart der Gattung der Aloen in der Unterfamilie der Affodillgewächse (Asphodeloideae). Das Artepitheton ketabrowniorum ehrt Ken D. F. Brown (* 1957) und dessen Frau Anne E. Brown (* 1964).

## Beschreibung

### Vegetative Merkmale
Aloe ketabrowniorum wächst stammbildend und verzweigt von der Basis aus. Die niederliegenden Triebe sind bis zu 30 Zentimeter lang. Die sechs bis zehn dreieckigen bis leicht sichelförmigen Laubblätter bilden Rosetten. Die mittelgrüne, häufig rötlich überhauchte Blattspreite ist bis zu 38 Zentimeter lang und 4,5 Zentimeter breit. Auf ihr sind zerstreut wenige elliptische weißliche Flecken vorhanden. Die Blattoberfläche ist glatt. Die festen, weiß oder rot gespitzten, gelegentlich rückwärts gerichteten Zähne am weißlichen, durchscheinenden Blattrand sind 1 Millimeter lang und stehen 5 bis 10 Millimeter voneinander entfernt. Der hellgelbe Blattsaft trocknet braun.

### Blütenstände und Blüten
Der Blütenstand besteht aus sieben bis acht Zweigen und erreicht eine Länge von bis zu 70 Zentimeter. Die lockeren Trauben sind 3 bis 14 Zentimeter lang und bestehen aus fast einseitswendigen Blüten. Die dreieckigen Brakteen weisen eine Länge von 4 Millimeter auf und sind 2 Millimeter breit. Die hellroten, spitzenwärts ausbleichenden Blüten besitzen weiße Zipfel mit einem hellroten Mittelstreifen. Sie stehen an 5 Millimeter langen Blütenstielen. Die Blüten sind 25 bis 28 Millimeter lang und an ihrer Basis gerundet. Auf Höhe des Fruchtknotens weisen die Blüten einen Durchmesser von 8 bis 10 Millimeter auf. Darüber sind sie auf 6 bis 7 Millimeter verengt und schließlich zur Mündung erweitert. Ihre äußeren Perigonblätter sind auf einer Länge von 9 bis 12 Millimetern nicht miteinander verwachsen. Die Staubblätter und der Griffel ragen 5 bis 6 Millimeter aus der Blüte heraus.

## Systematik und Verbreitung
Aloe ketabrowniorum ist im Norden von Kenia in einem kleinen Gebiet auf felsigen Hängen in einer Höhe von etwa 760 Metern verbreitet.
Die Erstbeschreibung durch Leonard Eric Newton wurde 1994 veröffentlicht.

## Nachweise